# Jermenovci
Jermenovci (cyr. Јерменовци) – wieś w Serbii, w Wojwodinie, w okręgu południowobanackim, w gminie Plandište. W 2011 roku liczyła 905 mieszkańców.